# Азовське (Калінінградська область)
Азовське, давніше Тімсдорф (нім. Thiemsdorf, рос. Азовское) — селище Гур'євського міського округу, Калінінградської області Росії. Входить до складу Добринського сільського поселення.
Населення — 33 особи (2015 рік).

## Населення
| 2002 | 2010 |
| ---- | ---- |
| 27   | ↗33  |